# Ahmed Djebbar
Pour les articles homonymes, voir Djebbar (homonymie).
Ahmed Djebbar (en arabe ٲحمد جبّار), né le 2 août 1941 à Aïn Defla en Algérie, est un mathématicien, historien des sciences et des mathématiques algérien, professeur émérite à l'université de Lille,.
Entre juillet 1992 et avril 1994, il est Ministre de l'Éducation nationale en Algérie, au sein des gouvernements Abdesslam et Malek.

## Biographie
Ahmed Djebbar a suivi ses études supérieures successivement en Algérie et en France, licence de mathématiques à l'université d'Alger Centre en 1965, doctorat 3e cycle de mathématiques en analyse fonctionnelle à l'université Paris-Sud en 1972. Il s'oriente vers l'histoire des mathématiques arabes et obtient le doctorat d'histoire des mathématiques, option histoire des mathématiques arabes de
l'Occident musulman à l'université de Nantes en 1990
Ahmed Djebbar est maître-assistant à l'université Paris-Sud-Orsay, département de mathématiques jusqu'en 1987. 
Ahmed Djebbar est mathématicien et chercheur en histoire des sciences au sein du laboratoire Paul-Painlevé (CNRS).
Il s'est spécialisé dans les mathématiques de l’Occident musulman (Espagne musulmane et Maghreb).
Il est également professeur d'histoire des mathématiques à l'université des sciences et technologies de Lille.
Il est l'auteur d'un grand nombre d'ouvrages dont : Une histoire de la science arabe (Entretiens avec Jean Rosmorduc),, L'Algèbre arabe, genèse d'un art, L'Âge d'or des sciences arabes, Les Sciences arabes en Afrique : mathématiques et astronomie (avec Marc Moyon).
Il a notamment été commissaire scientifique de l'exposition « L'âge d'or des sciences arabes » à l'Institut du monde arabe à Paris en 2005,.
Il fut aussi, auparavant, conseiller du président algérien Mohamed Boudiaf, assassiné le 29 juin 1992. De juillet 1992 à avril 1994, il occupa le poste de ministre de l’Éducation nationale en Algérie dans les gouvernements de Bélaïd Abdesselam et de Redha Malek.

## Œuvre
Ahmed Djebbar a souvent insisté sur le rôle et la place de l'histoire des sciences dans la société, en général et dans son système éducatif, en particulier.
Il a également fait remarquer que la connaissance des aspects historiques et épistémologiques des sciences était un atout pour la compréhension de ces sciences et un outil pour porter un jugement sur leurs orientations. Le scientifique en tant qu'acteur actif dans sa société, joue mieux son rôle en appréhendant dans leur globalité les présupposés idéologiques, philosophiques et géopolitiques qui ont constitué les catalyseurs de l'éclosion des concepts et des théories.

## Publications (sélection)
- [2014] Ahmed Djebbar, Les mathématiques arabes (IXe-XVIe s.), Textes et documents, Alger, DGRST-CRASC, 2014, 294 p.
- [2013] Ahmed Djebbar, L’âge d’or des sciences arabes, Paris, Éditions Le Pommier Cité des sciences et de l’industrie, coll. « Le Collège » (no 15), 2013 (nouvelle édition mise à jour), 191 p. (ISBN 978-2-7465-0675-6, SUDOC 170190056).
- [2013] Ahmed Djebbar, Al-Khwarizmi, l’algèbre et le calcul indien, Paris, Éditions Kangourou, coll. « Les classiques Kangourou Num. 05 », 2013, 56 p. (ISBN 2-87694-204-6)
- [2011] Ahmed Djebbar, Marc Moyon, Les sciences arabes en Afrique : mathématiques et astronomie IXe – XIXe siècles, Bridon-sur-Sauldre, Grandvaux, coll. « Manuscrits du désert », 2011  (ISBN 978-2-909550-76-3)
- [2006] Ahmed Djebbar et Gabriel Gohau, Pour l'histoire des sciences et des techniques, Futuroscope et Paris, Scérén-CNDP  et  Hachette, 2006, 159 p. (ISBN 2-240-02215-9 et 2-01-170886-9, SUDOC 110218396).
- [2005] Ahmed Djebbar (préf. Bernard Maitte), L’algèbre arabe : genèse d’un art, Paris, Vuibert, coll. « Inflexions », 2005 (autre tirage 2012), vii+206 (ISBN 2-7117-5381-6 et 2-9096-8065-7, SUDOC 090394801).
- [2001] Ahmed Djebbar et Jean Rosmorduc (interviewer), Une histoire scientifique des pays d’Islam : entretiens avec Jean Rosmorduc, Paris, Éditions du Seuil, coll. « Points Sciences » (no 144), 2001, 384 p. (ISBN 978-2-02-039549-6 et 2-02-039549-5, SUDOC 056160135)
- [2001] (ar) Ahmed Djebbar et Mohamed Aballagh, Ḥayāt wa mu’allafāt Ibn al-Bannā al-Murrākushī [La vie et l'oeuvre d'Ibn al-Banna al-Murrakushi], Rabat, Université Mohamed V, Publications de la Faculté des Lettres et Sciences Humaines (en arabe), 2001, 294 p.
- [2012] (ar) Ahmed Djebbar, cUlamā’ al-ḥaḍāra al-carabiyya al-islāmiyya wa musāhamātuhum [Les savants de la civilisation arabo-musulmane et leurs contributions], Alger, Clic Editions, 2012, 207 p.
- [2013] (ar) Ahmed Djebbar, Al-Iktishāfāt al-cilmiya fī l-ḥaḍāra al-islāmiya [Les découvertes scientifiques en pays d’Islam], Amman, Islamic Academy of Sciences, 2013